# 大阪教育大学附属天王寺小学校
大阪教育大学附属天王寺小学校（おおさかきょういくだいがくふぞくてんのうじしょうがっこう）は、大阪市阿倍野区にある大阪教育大学附属の国立小学校。

## 概要
学校教育法に基づく初等普通教育を行うとともに、大阪教育大学の附属学校として、教育の理論と実践に関する研究を行うことを目的としている。
入学条件は、保護者と一緒に居住し、学校までの通学時間が徒歩もしくは公共交通機関（有料特急等を除く）で50分以内の場所に居住している者。なお、転居等で通学時間が50分を超えるようになった者は、原則として転校となる。
校歌は、竹中郁の作詞、中田喜直の作曲。

## 沿革

### 学校創立
大阪教育大学の源流となる大阪府師範学校は1877年6月、北区常安町（現：北区中之島4丁目）に校舎を構えた。これに伴い1877年7月15日、大阪府師範学校内に附属演習学校を設置した。学校では、附属演習学校の設置をもって学校創立と位置づけている。
大阪府師範学校は1880年以降一時法円坂に移転し、当時東区にあった私立森小学校を附属演習学校とした。旧敷地は大阪府立中学校となった。大阪府師範学校は1881年に、中之島の旧敷地に再度移転して大阪府立中学校と合併している（後に再分離）。旧敷地復帰の際には公立田蓑小学校を附属演習学校とした。
1882年9月には､中之島にあった師範学校内に附属小学校を併設した。
明治時代中期には中之島の校地が狭隘化したため、1901年に師範学校の男子部と女子部を分離し、それぞれ別の校地に移転することになった。師範学校男子部は1901年に南区天王寺南河堀町（現在の大阪教育大学天王寺キャンパス）へと移転している。その際に附属小学校も天王寺の師範学校校舎内に移転している。
1908年には大阪府師範学校男子部が大阪府天王寺師範学校に改称されたことに伴い、附属小学校は大阪府天王寺師範学校附属小学校へと改称した。附属小学校は尋常科6年・高等科2年の課程を設置した。
1941年には国民学校令により、大阪府天王寺師範学校附属国民学校となった。
1943年には師範学校が官立に移管し、従来の大阪府天王寺師範学校は大阪府女子師範学校。と合併した上で、大阪第一師範学校へと改編された。これに伴い附属国民学校も国立となり、大阪第一師範学校男子部附属国民学校へと改称した。
太平洋戦争の戦局悪化により、1944年には初等科3年以上の児童を対象に南河内郡東条村（現在の富田林市）へ学童集団疎開を実施している。また高等科生徒については1945年、泉北郡信太村（現在の和泉市）へ勤労動員された。
学制改革に伴い、1947年に新制小学校・大阪第一師範学校男子部附属小学校が発足した。高等科は廃止され、新設の附属中学校へと転用されている。
なお学制改革に伴って師範学校が新制大阪学芸大学に移行したことに伴い、小学校の校名も大阪学芸大学大阪第一師範学校男子部附属小学校（1949年）・大阪学芸大学附属天王寺小学校（1951年）と短期間で変遷している。
また新制大阪学芸大学の発足により大学設備の拡充が必要になったことから、従来は師範学校および大学に同居していた附属小学校については別の敷地に移転する必要が生じた。1951年5月には3年生以上の児童について、当時戦災被害で休校中だった浪速区・大阪市立敷津小学校の校舎を借りて仮移転した。1・2年生児童については天王寺の旧校舎に残っていた。
1951年12月には現在地の校地の買収がおこなわれ、1953年3月に5・6年児童が敷津小学校から現在地の校舎へと移転している。その後1955年1月には全学年が現在地に移転して完全移転となった。
1967年には設置母体の名称変更により、大阪教育大学附属天王寺小学校へと改称した。また1973年には大阪教育大学教育学部附属天王寺小学校と改称し、2004年には独立行政法人化により大阪教育大学附属天王寺小学校へと再改称している。

### 年表
- 1877年7月15日 - 中之島に設置された大阪府師範学校内に附属演習学校を設置。
- 1883年7月 - 大阪府尋常師範学校附属小学校へ改編。
- 1883年9月 - 高等科を併設。
- 1898年4月 - 大阪府師範学校附属小学校と改称。
- 1901年3月 - 南区天王寺南河堀町（現在の大阪教育大学天王寺キャンパス内）に校舎を新築移転。
- 1908年4月 - 大阪府天王寺師範学校附属小学校へ改称。
- 1941年4月 - 国民学校令により、大阪府天王寺師範学校附属国民学校へ改称。
- 1943年4月 - 師範学校の改編（国へ移管）により、大阪第一師範学校附属国民学校に改称。
- 1944年9月 - 南河内郡東条村（現：富田林市）へ集団疎開。
- 1947年4月 - 学制改革に伴う新制小学校の発足により、大阪第一師範学校男子部附属小学校となる。高等科廃止。
- 1951年4月 - 旧制師範学校から新制大阪学芸大学への完全移行に伴い、大阪学芸大学附属天王寺小学校と改称。
- 1951年5月 - 大学設備の拡充に伴い、3年生以上の児童は大阪市立敷津小学校（浪速区）内に仮移転。
- 1953年3月 - 阿倍野区の現校舎へ移転（1955年1月完全移転）。
- 1967年6月 - 大学の名称変更により、大阪教育大学附属天王寺小学校へ改称。
- 1973年4月 - 大阪教育大学教育学部附属天王寺小学校に改称。
- 2004年4月 - 国立大学法人（独立行政法人）化に伴い、設置者が国立大学法人大阪教育大学へ移管。大阪教育大学附属天王寺小学校に改称。

## 出身者

### 政治
- 上西小百合 - 元衆議院議員、タレント
- 左藤恵 - 元法務大臣、元郵政大臣
- 關淳一 - 第17代大阪市長[3]

### 行政・法曹
- 土肥孝治 - 弁護士。元検事総長、関西テレビ取締役、大阪産業大学元理事長
- 田中俊恵 - 警察官僚

### 財界・経済
- 木下昌雄 - 経営者、工学博士。日立造船社長
- 金森茂一郎 - 近畿日本鉄道11代目代表取締役社長、大阪近鉄バファローズオーナー
- 前田久吉 - 政治家（元参議院議員）、産経新聞やラジオ大阪、東京タワーなどの創業者。

### 学術
- 南博方 - 一橋大学名誉教授、筑波大学名誉教授、中国人民大学名誉教授
- 川島康生 - 国立循環器病センター名誉総長、大阪大学名誉教授
- 巽好幸 - 神戸大学高等研究院海共生研究アライアンス長
- 保田春彦 - 彫刻家・画家、武蔵野美術大学名誉教授

### 文芸
- 高尾長良 - 小説家、医師
- 竹谷正 - 医師、推理作家
- 畑耕一 - 小説家、劇作家、作詞家
- 富家孝 - 医師・ジャーナリスト

### 芸能
- エハラマサヒロ - お笑いタレント。アイドルグループ吉本坂46
- Mayu Wakisaka（脇阪真由）- シンガーソングライター

### スポーツ
- 佐藤慶明 - 元プロサッカー選手（元サッカー日本代表）、大阪産業大学准教授

## 関係者
- 鈴木治太郎 - 心理学者。1905年に教諭兼訓導として赴任し、学習障害児童の研究に携わる。

## 交通
- JR西日本 大阪環状線・関西本線（大和路線）・阪和線 天王寺駅 東口、大阪市営地下鉄御堂筋線 天王寺駅 3号・4号出口、近鉄南大阪線 大阪阿部野橋駅 庚申口（東口）東へ約500m。